# Panicum umbonulatum
Panicum umbonulatum är en gräsart som beskrevs av Jason Richard Swallen. Panicum umbonulatum ingår i släktet vipphirser, och familjen gräs. Inga underarter finns listade i Catalogue of Life.